# Kapasaari (ö i Södra Savolax, S:t Michel, lat 61,47, long 27,53)
Kapasaari är en ö i Finland. Den ligger i sjön Etu-Laaro och i kommunen Sankt Michel i den ekonomiska regionen  S:t Michel och landskapet Södra Savolax, i den södra delen av landet, 200 km nordost om huvudstaden Helsingfors. Öns area är 0,4 hektar och dess största längd är 110 meter i nord-sydlig riktning.